# Marie-Thérèse von Frankreich (1667–1672)

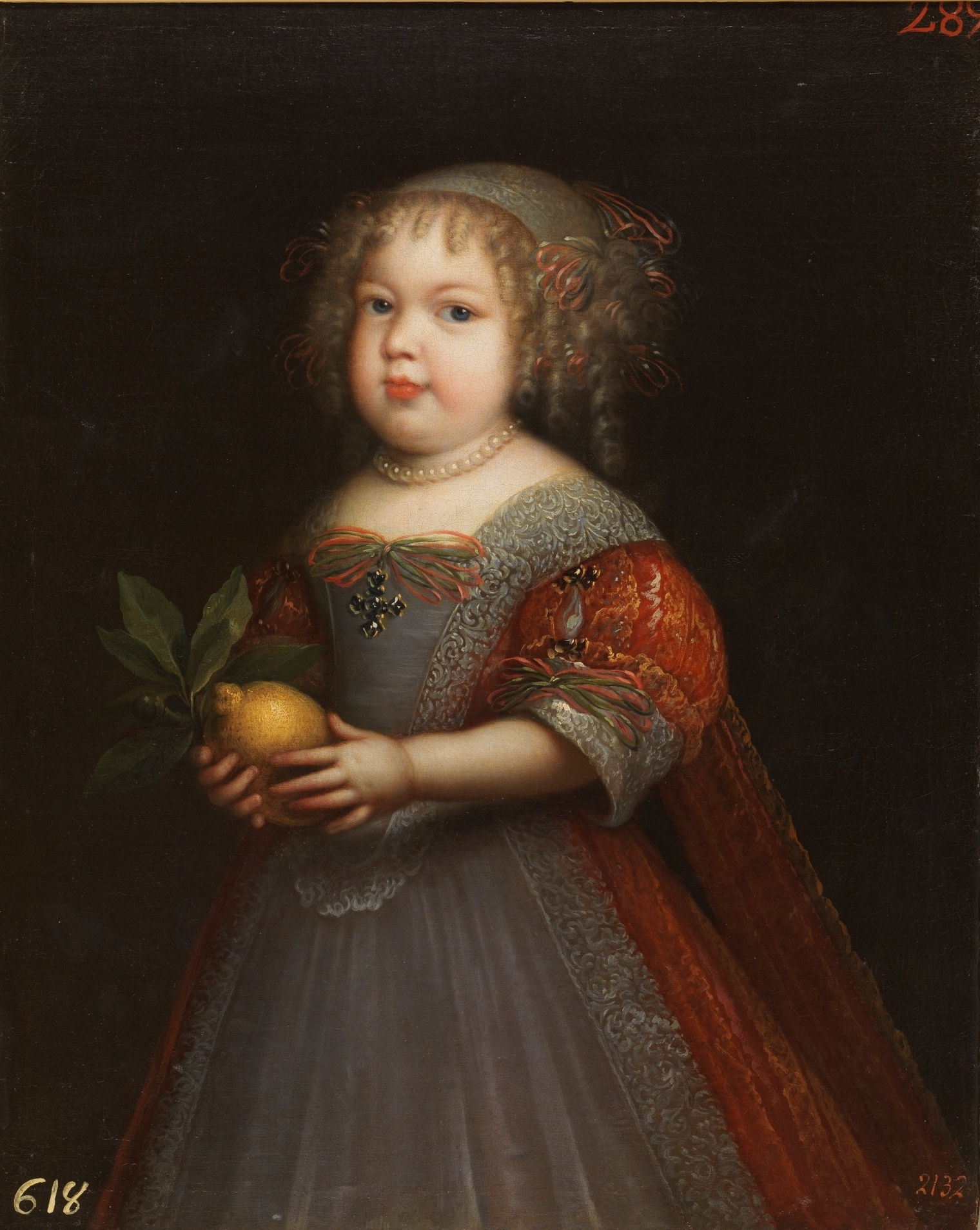
Marie-Thérèse von Frankreich, 1671

Marie-Thérèse von Frankreich (* 2. Januar 1667 im Schloss Saint-Germain-en-Laye; † 1. März 1672 ebenda) war das vierte Kind und die dritte Tochter des Königs Ludwig XIV. von Frankreich und dessen Frau Marie-Thérèse (einer Infantin von Spanien). Die kleine Marie-Thérèse war Prinzessin von Frankreich und Navarra. Ihre beiden älteren Schwestern waren bereits im Säuglingsalter wenige Wochen nach der Geburt gestorben, und als älteste Königstochter wurde sie am Hofe mit dem traditionellen Ehrentitel Madame Royale angesprochen.

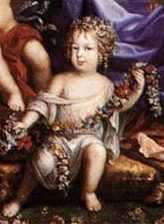
Marie-Thérèse als kleines Kind, 1670

## Leben
Marie-Thérèse von Frankreich wurde am 2. Januar 1667 im Schloss Saint-Germain-en-Laye geboren. Ihre Eltern ließen das Mädchen im Louvre im Jahre 1668 taufen. Ihre Mutter hätte Marie-Thérèse gern als Königin ihres Heimatlandes Spanien gesehen.
Als „Tochter Frankreichs“ wurde Marie-Thérèse Ihre Königliche Hoheit von Frankreich genannt. Sie wurde auch als „Madame La Petite“ bekannt, um sie von ihren Tanten zu unterscheiden, den Ehefrauen ihres Onkels Philipp I., Herzog von Orléans, die als „erste Madame“ (Henrietta Anne Stuart, † 1670) und „zweite Madame“ (Liselotte von der Pfalz, † 1722) bekannt wurden. 
Die Prinzessin starb am 1. März 1672, zwei Monate nach ihrem fünften Geburtstag, im Schloss Saint-Germain-en-Laye an den Folgen von Tuberkulose. Ihr Herz wurde in der Kirche des Klosters von Val-de-Grâce in Paris getrennt bestattet und ihr Leichnam in der Gruft der Bourbonen in der Kathedrale von Saint-Denis. Während der Französischen Revolution wurde das Grab im Zuge der Plünderung der Königsgräber von Saint-Denis in den Jahren 1793–94 geschändet und ihre sterblichen Überreste wurden wie die von 46 fränkischen und französischen Königen, 32 Königinnen und 91 weiteren Personen in eins von zwei Massengräbern geworfen.